# 에두아르 뤼카
프랑수아 에두아르 아나톨 뤼카(프랑스어: François Édouard Anatole Lucas, 1842년 4월 4일 ~ 1891년 10월 3일)는 프랑스의 수학자다.

## 생애
아미앵에서 태어났고, 에콜 노르말 쉬페리외르에서 공부하였다. 파리 천체관측소에서 일하였고, 프랑스 군 장교로도 근무하였다.
1891년에 프랑스 마르세유에서 열린 과학진흥회(Association française pour l'avancement des sciences) 연회에서 한 소년 웨이터가 그릇을 떨어트렸는데, 여기에 참석했던 뤼카는 그릇 파편에 찔려 뺨에 상처를 입어 며칠 뒤 단독으로 인해 49세의 나이로 사망하였다.

## 같이 보기
- 펠 수

## 참고 문헌
- Williams, Hugh C. (1998). 《Édouard Lucas and primality testing》. Canadian Mathematical Society series of monographs and advanced texts 22. New York: Wiley. ISBN 0-471-14852-0..